# شرکت ملی نفت لیبی

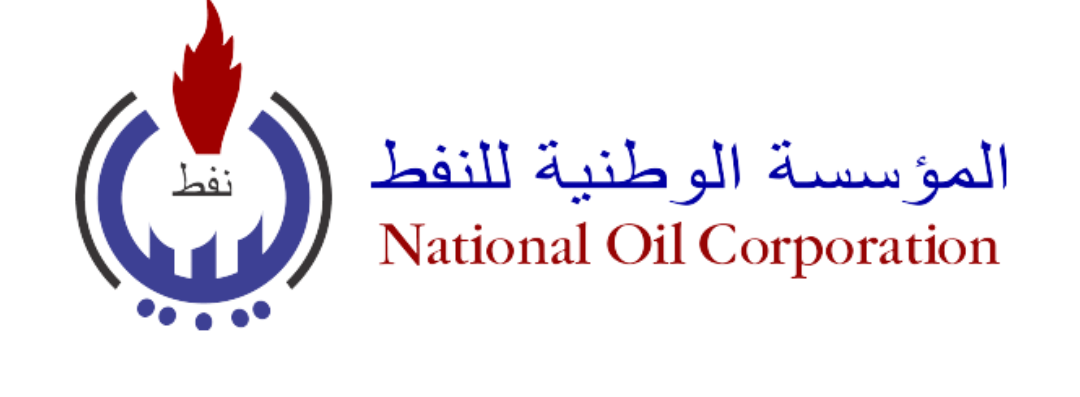
نشان شرکت ملی نفت لیبی

شرکت ملی نفت لیبی (عربی: المؤسسة الوطنية للنفط) شرکت دولتی نفت و گاز لیبیایی است، که در سال ۱۹۷۰ تأسیس شد.